# Grand Prix Jasnej Góry
Grand Prix Jasnej Góry  (parfois orthographié Grand Prix Jasna Gora)  est une course cycliste polonaise. Créé en 2005, le Grand Prix s'est ouvert aux professionnels en 2008. Il fait partie de l'UCI Europe Tour en 2008 en catégorie 1.2. 

## Palmarès
| Année | Vainqueur          | Deuxième            | Troisième          |
| 2005  | Radosław Romanik   | Robert Radosz       | Krzysztof Kuzniak  |
| 2006  | Mateusz Komar      | Dawid Krupa         | David Krupiaski    |
| 2007  | Tomasz Lisowicz    | Sebastian Martyniak | Bartosz Huzarski   |
| 2008  | Tomasz Kiendyś     | Mateusz Mróz        | Vitaliy Kondrut    |
| 2009  | Anatoliy Pakhtusov | Robert Radosz       | Krzysztof Jeżowski |
| 2010  | Vitaliy Popkov     | Tomasz Kiendyś      | Robert Radosz      |
| 2011  | Jacek Morajko      | Konrad Czajkowski   | Paweł Bernas       |